# Filippinernas herrlandslag i fotboll
Filippinernas herrlandslag i fotboll representerar Filippinerna i fotboll, och började spela den 1 februari 1913 då man mötte Kina hemma, och föll med 1-2 under Fjärranösternspelen.